# We Can Do It!

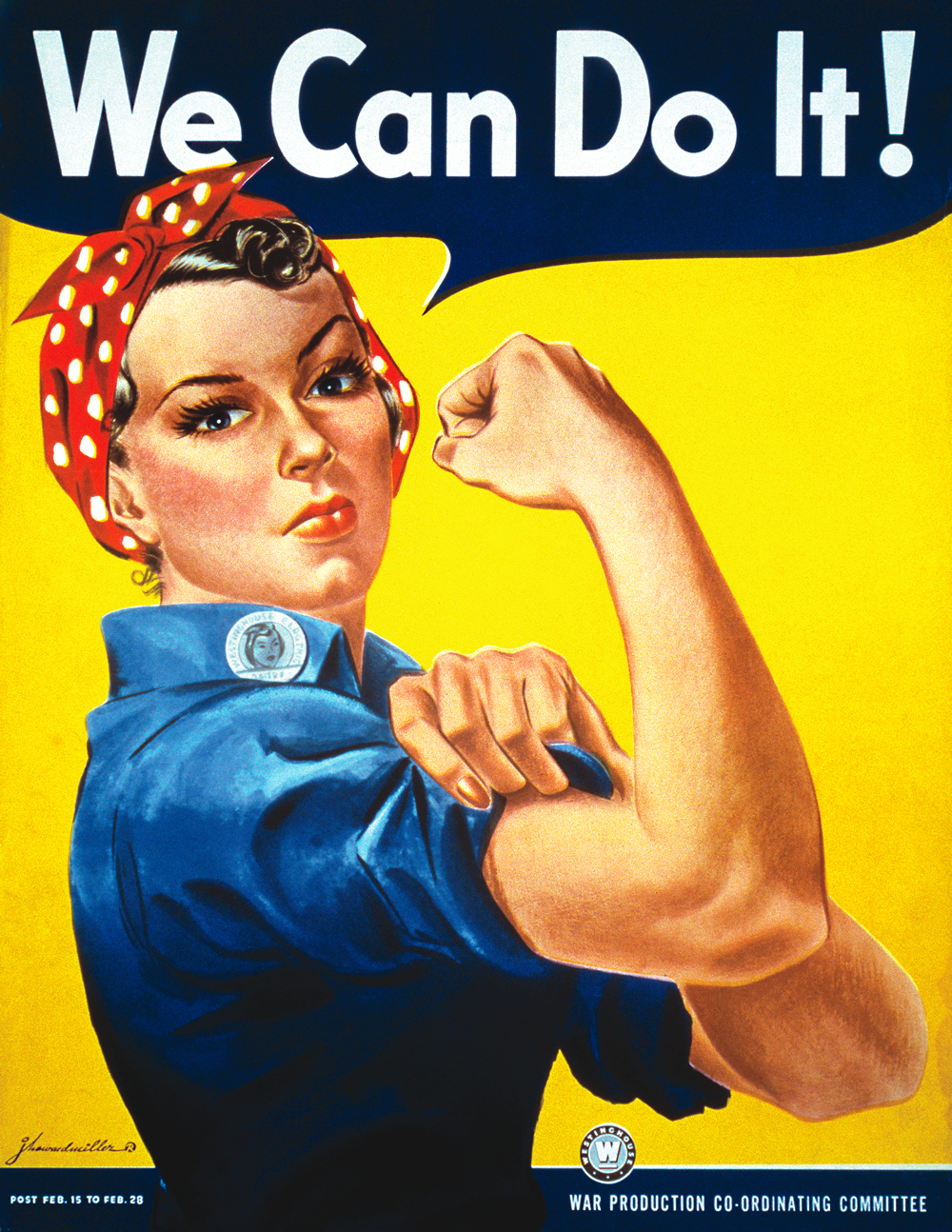
El cartell amb l'eslògan «We Can Do It!», creat el 1943

We Can Do It! (Nosaltres podem fer-ho! o simplement Podem fer-ho!) és un cartell estatunidenc de propaganda bèl·lica, creat el 1943 per J. Howard Miller per a l'empresa Westinghouse Electric com una imatge inspiradora per aixecar la moral dels treballadors durant la Segona Guerra Mundial. En un principi es va creure que l'autor s'havia inspirat en una imatge en blanc i negre de Geraldine Hoff, una treballadora d'una fàbrica de Michigan que havia aparegut en una notícia d'agències, tanmateix el 2011 el professor James J. Kimble,de la Universitat de Seton Hall, va identificar i va demostrar després d'una llarga recerca, que la veritable model del cèlebre cartell era Naomi Parker, treballadora de la base aeronaval d'Alameda.
El cartell va tenir una repercussió molt limitada durant la Segona Guerra Mundial però va ser redescobert durant els anys 80 i àmpliament reproduït en gran quantitat de formats. Des d'aquest moment se l'anomenà «We Can Do It!» o «Rosie the Riveter», per analogia amb aquesta altra figura icònica de la Segona Guerra Mundial. El cartell es va utilitzar en campanyes a favor del feminisme i d'altres qüestions polítiques durant els anys 80. També va aparèixer a la portada de la revista Smithsonian del 1994, en un segell del servei de Correus dels Estats Units el 1999, va ser utilitzar com a material electoral als Estats Units d'Amèrica el 2008 i va ser redissenyat per celebrar la presa de possessió de la primera dona primera ministra d'Austràlia. La imatge és una de les 10 més sol·licitades al Servei Nacional d'Arxius dels Estats Units.
Després del seu redescobriment, els que el veuen sovint assumeixen que la imatge es feia servir de forma habitual per a inspirar a les dones treballadores a unir-se a la indústria de la guerra. No obstant això, durant el conflicte l'exposició de la imatge es va restringir a les treballadores de la Westinghouse i només es va exhibir durant el febrer de 1943, no per atreure noves treballadores sinó per exhortar a les dones que ja estaven contractades a treballar més intensamentament. Des d'aleshores grups feministes, entre d'altres, han aprofitat l'actitud inspiradora del cartell per interpretar el missatge de moltes formes alternatives expressant apoderament, per a la promoció de diverses campanyes, per a la publicitat o la paròdia, entre d'altres.

## Precedents

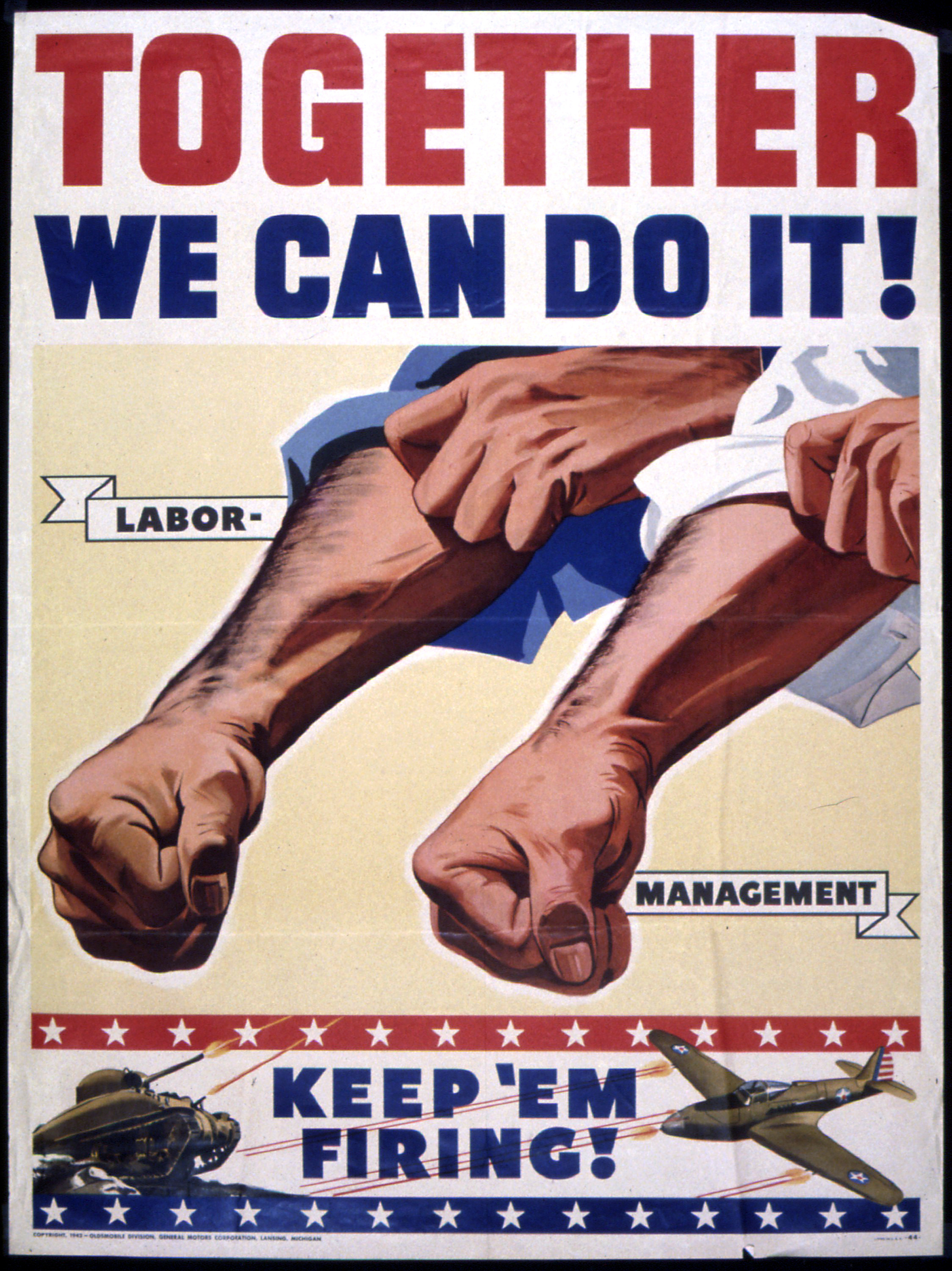
«Junts podem fer-ho!». Un cartell de propaganda bèl·lica de 1942.

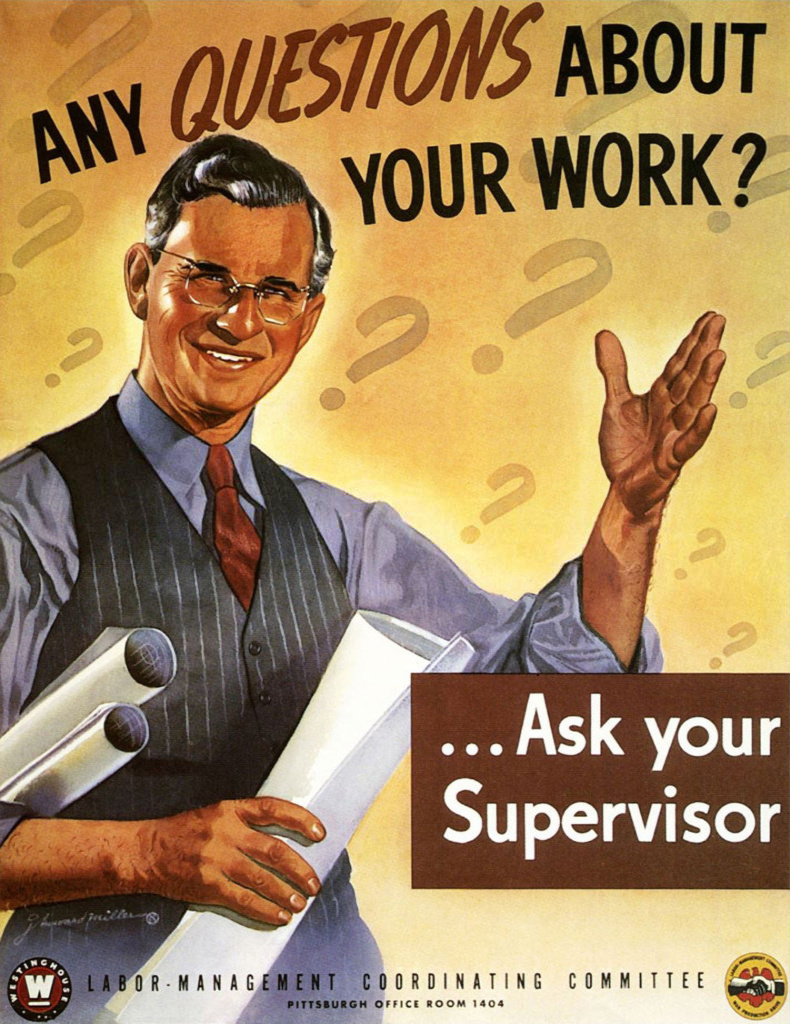
«Pregunta-ho al teu supervisor». Un altre cartell de la sèrie «We can do it!», del mateix autor.

Després de l'atac japonès a Pearl Harbor, el govern dels Estats Units va instar a la indústria manufacturera a augmentar la producció de béns de guerra. L'atmosfera a les grans fàbriques estava enrarida a causa de diversos conflictes entre els sindicats i les direccions durant la dècada del 1930. Els directors de les fàbriques, com General Motors, intentaven minimitzar aquestes friccions i incentivar el treball en equip. El 1942, en resposta a una suposada campanya de relacions públiques sindical, General Motors va encarregar un cartell de propaganda mostrant un empleat i un directiu arremangant-se per intentar mantenir el ritme de producció. Al cartell hi deia «Junts podem fer-ho!» i «Fes que segueixin disparant!» Amb la producció d'aquests cartells, les empreses pretenien incrementar la producció, apel·lant al sentiment probèl·lic, molt popular en aquells temps, amb l'objectiu de prevenir un control encara més dur sobre la producció per part del govern.

### Westinghouse Electric
El 1942, l'artista de Pittsburgh J. Howard Miller va ser contractat pel Comitè de Coordinació de la Producció Bèl·lica de la Westinghouse Electric, a través d'una agència de publicitat, per crear una sèrie de cartells destinats treballadors de la companyia.La intenció del projecte era elevar la moral dels treballadors, reduir-ne l'absentisme, orientar les preguntes dels empleats cap als supervisors, i reduir la probabilitat de malestar laboral o d'una vaga a la fàbrica. Cada un dels més de 42 cartells dissenyats per Miller es mostraren a la fàbrica durant dues setmanes i després se substituïen pel següent de la sèrie. En la majoria dels cartells hi sortien homes i posaven l'accent en els rols laborals tradicionals masculins i femenins. En un dels cartells hi sortia un gerent somrient amb les paraules «Alguna pregunta sobre la teva feina? ... Pregunta-ho al teu supervisor».
Tan sols es van imprimir unes 1.800 còpies en format de 559 per 432 mm del cartell «We Can Do It!». Inicialment només es va exhibir a les fàbriques de Westinghouse a East Pittsburgh, Pennsilvània, i l'Oest Mitjà, on estava programat que es mostraria durant dues setmanes a partir del dilluns 15 de febrer de 1943. Aquestes fàbriques feien folres per a cascos plastificats impregnats de Micarta, una resina fenòlica inventada per Westinghouse. Era una tasca feta fonamentalment per dones, que van produir uns 13 milions de folres per a cascos durant el transcurs de la guerra. El lema «Nosaltres podem fer-ho!» probablement no va ser interpretat pels treballadors de la fàbrica com un apoderament de les dones; que estaven sotmeses a una sèrie de consignes paternalistes que promovien l'autoritat dels supervisors, la capacitat dels empleats i la unitat de l'empresa, sinó que probablement s'interpretava en el sentit de «Els empleats de la Westinghouse podem fer-ho», treballant tots junts. La imatge optimista servia com una subtil propaganda per aixecar la moral dels empleats i evitar retards en la producció. La roba de color vermell, blanc i blau a la foto era subtil senya de patriotisme, una de les tàctiques utilitzades sovint dels comitès producció de guerra a les empreses.

## Rosie the Riveter
Durant la Segona Guerra Mundial, el cartell «We Can Do It!» no tenia cap relació amb la cançó de 1942 «Rosie the Riveter» (Rosie la rebladora), ni amb el quadre del mateix nom de Norman Rockwell que va aparèixer a la portada de l'edició del Memorial Day del Saturday Evening Post, el 29 de maig de 1943. El cartell de la Westinghouse no estava doncs associat amb cap de les dones anomenades Rosie que es van presentar com a promoció de les dones treballadores en la producció bèl·lica. Certament, després d'haver estat exhibit durant només dues setmanes, el febrer de 1943 únicament a la vista dels treballadors de la fàbrica de la Westinghouse, va desaparèixer durant gairebé quatre dècades. Es van distribuir altres imatges de la «Rosie», sovint fotografies de treballadores reals, i l'Oficina d'Informació de la Guerra va preparar una campanya massiva de publicitat d'àmbit nacional, però el «We Can Do It!» no en va formar part.
El Post va cedir l'emblemàtica pintura de Rosie al Departament del Tresor dels Estats Units per al seu ús en cartells i campanyes de promoció de bons de guerra. Després de la guerra, la pintura de Rockwell va desaparèixer gradualment dels espais públics, ja que tenia drets d'autor i el seu patrimoni es va defensar aferrissadament després de la seva mort. Aquesta protecció es va traduir en la venda de pintura original per 5 milions de dòlars el 2002. Per contra, la manca de protecció de «We Can Do It!» és una de les raons per les quals l'obra va experimentar un renaixement.
Ed Reis, un historiador aficionat de la Westinghouse, va assenyalar que la imatge original no es va mostrar mai a rebladores durant la guerra, de manera que la posterior associació amb «Rosie la rebladora» era injustificada. Més aviat, es dirigia a les dones que feien folres per a cascos de Micarta. Reis va dir de broma que la dona s'hauria d'haver anomenat «Molly la fabricant de Micarta» o «Helen la fabricant de folres de cascos».

## Fotografia de Geraldine Hoff
Molts creuen que el cartell «We Can Do It!» es va basar en una imatge monocroma de Geraldine Hoff feta per l'agència United Press a Ann Arbor (Michigan) als Estats Units a principis de 1942, quan ella tenia 17 anys. En la fotografia, Hoff porta lligat al cap un mocador tipus bandana amb punts, i s'inclina sobre una màquina estampadora de metall mentre manipula els controls a l'altura de les seves cames. Hoff va deixar la feina a la fàbrica poc després que es fes la fotografia quan es va assabentar que la màquina estampadora havia lesionat la mà de l'anterior operari, ja que temia posar en perill la seva afició a tocar el violoncel. Va trobar una altra feina com a mesuradora de temps en una altra fàbrica.
Si realment Miller va inspirar-se en la fotografia de la United Press, va reinterpretar-la totalment per crear el cartell, dibuixant-li el braç dret alçat amb el puny tancat mentre s'arremangava la màniga dreta. Miller va girar el cap de Hoff cap a l'espectador i la va fer més musculosa. També va posar-li una targeta d'empleada de Westinghouse al coll. Hoff no va saber en aquell moment que Miller estava fent un cartell. Va casar-se el 1943 adoptant el nom de Geraldine Doyle.
L'historiador de la Westinghouse Charles A. Ruch, un veí de Pittsburgh que havia estat amic de J. Howard Miller, va dir que dubtava de la connexió de Hoff amb la imatge i va afirmar que Miller no tenia costum de treballar a partir de fotografies, sinó més aviat a partir de models. Penny Coleman, autora de Rosie the Riveter: Women working on the home front in World War II afirma que ni ella ni Ruch han pogut determinar si la fotografia de la United Press havia aparegut en alguna de les publicacions que Miller havia vist.
L'any 2011, a partir d'un arxiu de les fotografies, el professor James J. Kimble va identificar la dona de la imatge com Naomi Parker. La foto és una de les sèries de fotografies preses a l'Estació aeronaval de l'Alameda de Califòrnia, on Naomi i la seva germana estan treballant en el muntatge d'aeronaus durant el març de 1942. Aquestes imatges es van publicar a diversos diaris i revistes a l'abril de 1942, en un moment en què Doyle encara assistia a l'escola secundària a Michigan. El febrer de 2015, Kimble va entrevistar a les germanes Naomi i Ada Parker, de 93 i 91 anys, que van afirmar que feia cinc anys que coneixien la identificació incorrecta de la foto però que el registre històric va rebutjar la seva petició de rectificació. Naomi Parker Fraley va morir el 20 de gener de 2018 a l'edat de 96 anys.

## Redescobriment

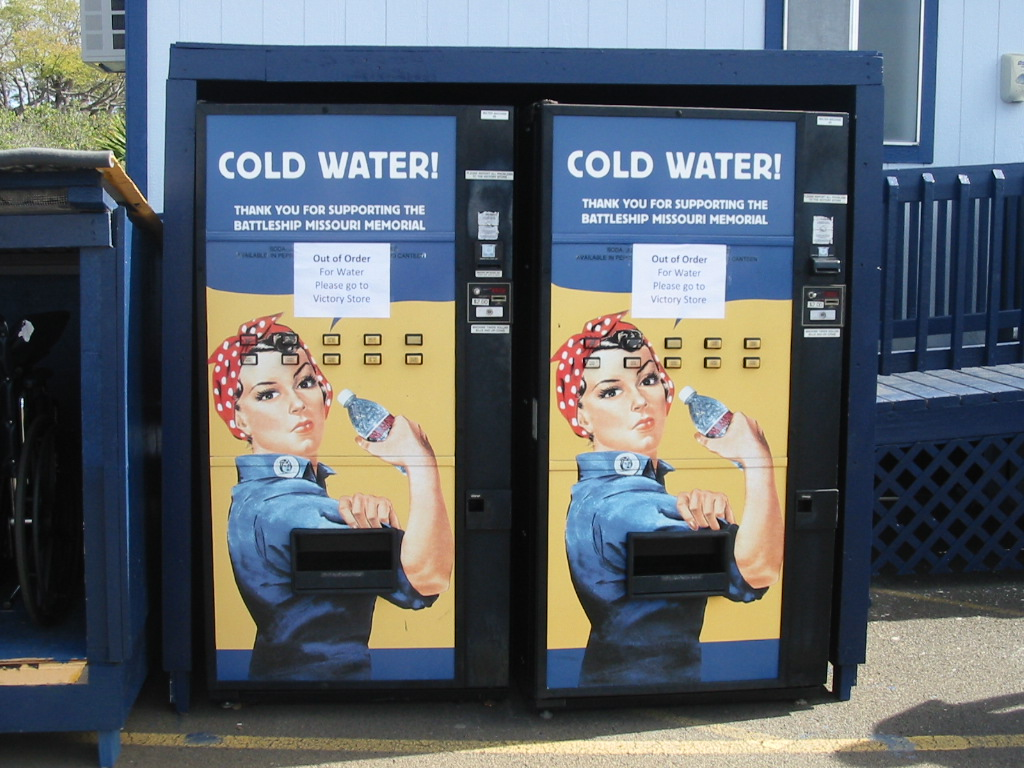
Dues màquines expenedores d'aigua fan un ús purament comercial del cartell a Hawaii.

El 1982, Geraldine Doyle va veure el cartell «We Can Do It!» reproduït en un article d'una revista, possiblement Poster Art for Patriotism's Sake (Cartells artístics amb motius patriòtics) del The Washington Post sobre els cartells de la col·lecció dels Arxius Nacionals. Doyle immediatament es va reconèixer en la imatge, tot i que no l'havia vist mai abans.
En els anys següents, el cartell es va reinterpretar per promoure el feminisme, ja que les feministes van veure en la imatge una forma de plasmar l'apoderament de les dones. El «nosaltres» en aquest cas fa referència a «les dones» de manera que les engloba en una germanor contra la desigualtat de gènere. Aquesta interpretació és molt diferent de la que es va fer originalment del cartell, que servia per controlar els empleats i desencoratjar la conflictivitat laboral. El professor d'història Jeremies Axelrod destaca la potent combinació entre la feminitat de la imatge i la «composició i llenguatge corporal masculina (gairebé masclista)».
La revista Smithsonian va posar la imatge en la seva portada el març de 1994 per il·lustrar un article sobre els cartells del temps de guerra. El Servei Postal dels Estats Units va crear un segell de 33 ¢ el febrer de 1999 sobre la base de la imatge, amb les paraules afegides «Women Support War Effort» (Les dones donen suport a l'esforç bèl·lic). També es va exposar un dels cartells de la Westinghouse al Museu Nacional d'Història Americana, com a part d'una exposició que mostrava elements de la dècada de 1930 i 1940.
Doyle va guanyar un cert grau de notorietat com a protagonista de la imatge icònica. De tant en tant visitava el Michigan Women's Hall of Fame per firmar cartells i saludar alguns admiradors. Va afirmar que preferia no haver sabut que era la protagonista de la imatge fins que no va ser gran, ja que creia que no hagués pogut gestionar l'emoció en aquells temps.

## Llegat

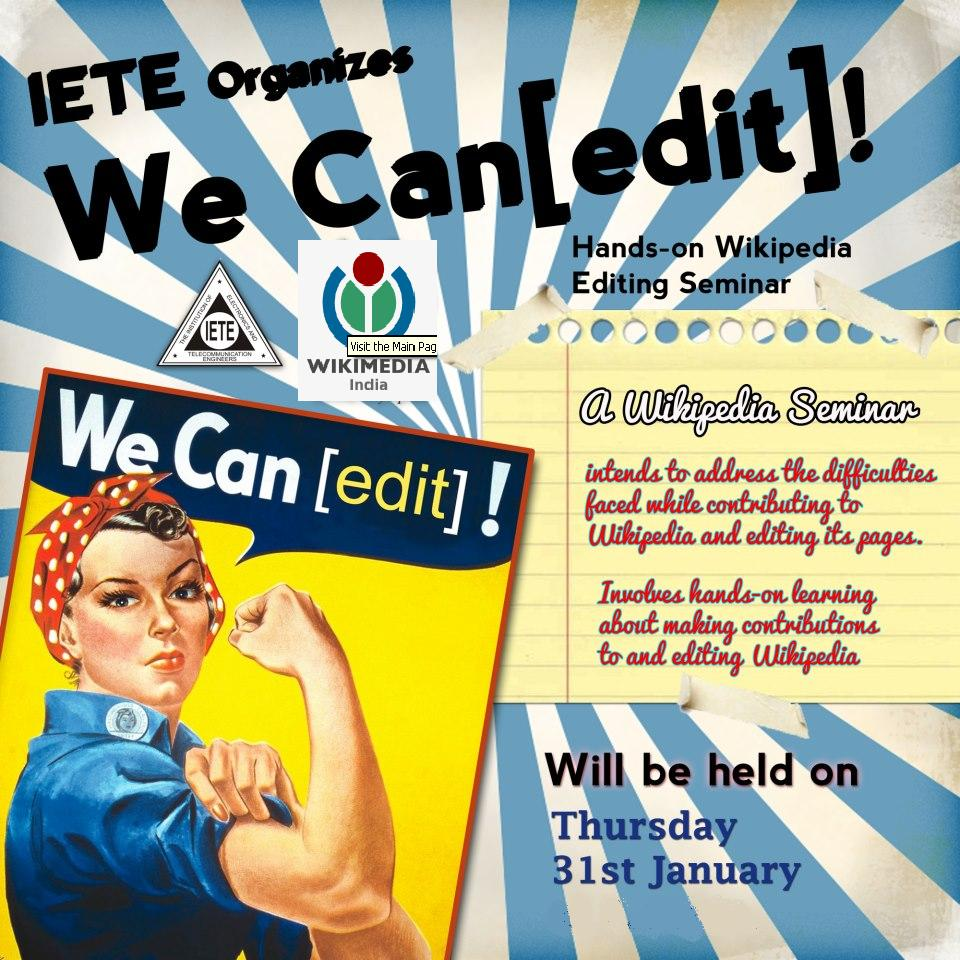
«We Can [edit]!» cartell promocional d'un taller d'edició de Viquipèdia a Bombai.

L'Ad Council va afirmar que el cartell va ser desenvolupat el 1942 pel Comitè de Publicitat Bèl·lica, com a part de la campanya Dones en Feines Bèl·liques, ajudant a portar «més de dos milions de dones» a la producció industrial bèl·lica.
Avui en dia, la imatge ha esdevingut molt popular, i ha traspassat el seu propòsit clarament definit durant la Segona Guerra Mundial. S'ha estampat en molts productes diferents com samarretes, tatuatges, tasses de cafè o imants de nevera, de manera que el Washington Post va afirmar que era la imatge «més sobreexposada» als souvenirs de Washington DC. Va ser àmpliament utilitzada durant la campanya electoral estatunidenca de 2008 pels equips de Sarah Palin, de Ron Paul i de Hillary Clinton. També Michelle Obama s'ha incorporat al cartell per a promocionar la sanitat pública amb el lema «Yes We Can». També s'ha utilitzat de forma més trivial per anunciar productes de neteja, se n'han fet multitud de paròdies per incloure homes i dones famosos, animals i personatges de ficció i se n'han creat ninots i figures d'acció. El Museu dels Nens d'Indianapolis va exposar una rèplica d'1,2 per 1,5 m feta per l'artista Kristen Cumings a partir de milers de caramels. Quan Julia Gillard va esdevenir la primera dona primera ministra d'Austràlia el juny del 2010, un artista de carrer de Melbourne que es feia dir Phoenix va enganxar la cara de Gillard en una versió monocroma del cartell.
Geraldine Doyle va morir el desembre de 2010 i la revista Utne Reader li va fer un homenatge amb una paròdia del cartell amb la imatge de Marge Simpson en la seva edició. Els editors de la revista van expressar el seu pesar per la mort de Doyle, «probablement la inspiració per al personatge de Rosie».
Als crèdits finals de la pel·lícula de 2011 Captain America: The First Avenger hi apareix una imatge estereoscòpica del cartell, entre altres imatges icòniques d'època, per anunciar l'aparició de Hayley Atwell.
L'any 2012 es va crear una aplicació mòbil per celebrar el 70è aniversari del cartell que permetia canviar-li la cara. Diverses personalitats van utilitzar-la, incloent-hi Peggy Conlon, la presidenta de l'Add Council, que ho va aprofitar per escriure un article de la història de l'entitat, així com els presentadors Matt Lauer i Ann Curry i la cantant Beyoncé Knowles. El 25 de novembre de 2014 l'actriu Anna Bertran va penjar la seva pròpia versió del cartell al seu compte de Twitter per commemorar el Dia internacional per a l'eliminació de la violència contra les dones.